# Titan (album)
Titan – album studyjny greckiego zespołu death metalowego Septicflesh. Wydawnictwo ukazało się 18 czerwca 2014 roku w Japonii nakładem wytwórni muzycznej Chaos Reigns. Następnie 20 czerwca Titan trafił do sprzedaży w Europie dzięki Season of Mist. W Stanach Zjednoczonych album trafił do sprzedaży trzy dni później nakładem Prosthetic Records. Premierę płyty poprzedził wydany 15 kwietnia tego samego roku singel pt. Order of Dracul. 
Nagrania zostały zarejestrowane pomiędzy wrześniem a październikiem 2013 roku w Devasoundz Studios w Atenach w Grecji oraz Smecky Studios w Pradze w Czechach. Materiał został wyprodukowany przez sam zespół we współpracy z Loganem Maderem. W nagraniach uczestniczyła także Praska Orkiestra Symfoniczna pod batutą Adama Klemensa oraz Praski Chór Dziecięcy. Orkiestracje na potrzeby płyty przygotował muzyk Septicflesh – Christos Antoniou.
Produkcja dotarła do 7. miejsca listy Billboard Heatseekers Albums w Stanach Zjednoczonych sprzedając się w nakładzie około 3 tys. egzemplarzy, w przeciągu miesiąca od dnia premiery.
Do edycji specjalnej albumu została dołączona druga płyta CD na której znalazło się pięć utworów wykonanych przez samą orkiestrę. Limitowany BOX został wzbogacony o trzecią płytę CD zawierająca nagrania na żywo - Live In Toulouse.

## Lista utworów
Opracowano na podstawie materiału źródłowego.
| Nr  | Tytuł utworu                     | Długość |
| --- | -------------------------------- | ------- |
| 1.  | „War in Heaven”                  | 5:41    |
| 2.  | „Burn”                           | 3:16    |
| 3.  | „Order of Dracul”                | 3:33    |
| 4.  | „Prototype”                      | 5:37    |
| 5.  | „Dogma”                          | 4:03    |
| 6.  | „Prometheus”                     | 6:35    |
| 7.  | „Titan”                          | 3:55    |
| 8.  | „Confessions of a Serial Killer” | 4:51    |
| 9.  | „Ground Zero”                    | 3:54    |
| 10. | „The First Immortal”             | 3:57    |
|     |                                  | 45:22   |

| Bonus CD 2 The Titan Symphony | Bonus CD 2 The Titan Symphony                     | Bonus CD 2 The Titan Symphony |
| Nr                            | Tytuł utworu                                      | Długość                       |
| ----------------------------- | ------------------------------------------------- | ----------------------------- |
| 1.                            | „Dogma Of Prometheus” (utwór instrumentalny)      | 7:10                          |
| 2.                            | „A Prototype In Heaven” (utwór instrumentalny)    | 4:51                          |
| 3.                            | „The First Immortal” (utwór instrumentalny)       | 3:47                          |
| 4.                            | „Order Of A Serial Killer” (utwór instrumentalny) | 3:45                          |
| 5.                            | „The Burning” (utwór instrumentalny)              | 6:02                          |
|                               |                                                   | 25:35                         |

| Bonus CD 3 Live In Toulouse | Bonus CD 3 Live In Toulouse | Bonus CD 3 Live In Toulouse |
| Nr                          | Tytuł utworu                | Długość                     |
| --------------------------- | --------------------------- | --------------------------- |
| 1.                          | „The Vampire From Nazareth” | 5:29                        |
| 2.                          | „We, The Gods”              | 4:05                        |
| 3.                          | „Pyramid God”               | 6:04                        |
| 4.                          | „A Great Mass Of Death”     | 5:19                        |
| 5.                          | „Anubis”                    | 4:52                        |
| 6.                          | „Persepolis”                | 6:42                        |
| 7.                          | „Five-Pointed Star”         | 6:17                        |
|                             |                             | 38:48                       |

## Twórcy
Opracowano na podstawie materiału źródłowego.
| Zespół Septicflesh w składzie - Seth Siro Anton – gitara basowa, wokal prowadzący, okładka, oprawa graficzna - Christos Antoniou – gitara rytmiczna, gitara prowadząca, orkiestracje - Sotiris Anunnaki V – słowa, gitara rytmiczna, gitara prowadząca, wokal prowadzący - Fotis Benardo – perkusja, instrumenty perkusyjne, inżynieria dźwięku Dodatkowi muzycy - Praska Orkiestra Symfoniczna pod batutą Adama Klemensa - Praski Chór Dziecięcy – wykonanie partii chóru |  | Inni - Logan Mader – produkcja, miksowanie, mastering - Jan Holzner, Steve Venardo – inżynieria dźwięku - Petr Pycha – nadzór projektu - Corn Studio – oprawa graficzna - Alex Logos – kostiumy - Ioanna Symeonidi, Ioanna Metaxa – makijaż, zdjęcia - Prokopis Vlaseros FX Studio – kostiumy - Marios Theologis, Jon Simvonis – zdjęcia |

## Wydania
| Rok  | Nr katalogowy          | Format                           | Wydawca            | Region                    | Źródło |
| ---- | ---------------------- | -------------------------------- | ------------------ | ------------------------- | ------ |
| 2014 | SOM 325                | CD, Album                        | Season Of Mist     | Europa                    | [ 1 ]  |
| 2014 | SOM 325D               | CD, Album + CD                   | Season Of Mist     | Europa                    | [ 1 ]  |
| 2014 | SOM 325B               | 2xCD, Album + CD + Box, Dlx, Ltd | Season Of Mist     | Europa                    | [ 1 ]  |
| 2014 | SOM325 LPES            | 2x12", Album, Ltd, Bla           | Season Of Mist     | Wielka Brytania, Europa   | [ 1 ]  |
| 2014 | SOM325 LP              | 2xLP, Album                      | Season Of Mist     | Wielka Brytania, Europa   | [ 1 ]  |
| 2014 | SOM 325LP, SOM 325LPCT | 2x12", Album, Ltd, Cle           | Season Of Mist     | Wielka Brytania, Europa   | [ 1 ]  |
| 2014 | SOM 325LP              | 2x12", Album, Ltd, Whi           | Season Of Mist     | Wielka Brytania, Europa   | [ 1 ]  |
| 2014 | PROS10179-1            | 2xLP, Ltd, Tan                   | Prosthetic Records | Stany Zjednoczone, Kanada | [ 1 ]  |
| 2014 | PROS10179-1            | 2xLP                             | Prosthetic Records | Stany Zjednoczone, Kanada | [ 1 ]  |
| 2014 | SOM 325                | CD, Album                        | Season Of Mist     | Wielka Brytania           | [ 1 ]  |
| 2014 | PROS10179-2            | CD, Album + CD                   | Prosthetic Records | Stany Zjednoczone         | [ 1 ]  |
| 2014 | MZR CD 677             | CD, Album + CD                   | Mazzar Records     | Rosja                     | [ 1 ]  |
| 2014 | MZR 677                | 2xCD, Album, Ltd, Dig            | Mazzar Records     | Rosja                     | [ 1 ]  |
| 2014 | NEVER021               | Cass, Album, Ltd, Whi            | Never Dead         | Francja                   | [ 1 ]  |